# Hair Love
Hair Love è un cortometraggio animato statunitense, prodotto da Sony Interactive Entertainment nel 2019 e scritto e diretto da Matthew A. Cherry, finanziato tramite Kickstarter; ha vinto l'Oscar al miglior cortometraggio d'animazione ai Premi Oscar 2020.

## Trama
La piccola Zuri, bambina di sette anni, in una mattina evidentemente importante poiché segnata sul calendario, tenta senza successo di acconciarsi i voluminosissimi capelli ricci, aiutandosi con un tutorial di hair style dal canale Youtube della madre. Trovandola in bagno dopo aver combinato un disastro, suo padre, Stephen, decide quindi di provarci lui, ma fallisce, facendo piangere Zuri, che teneva tanto a farsi una particolare acconciatura che sua madre le faceva spesso: così Zuri e Stephen guardano il tutorial assieme, e questa volta riescono ad ottenere il risultato sperato, felici.
Così escono a fare visita alla madre, che si scopre essere in ospedale in sedia a rotelle per un cancro: i due entrano nella sua stanza, dove si ricongiungono felici, e dove la donna, dopo aver visto un commovente disegno fatto dalla figlia che ritrae lei senza capelli, si sfila il foulard dalla testa, mostrandola completamente pelata, il risultato della chemioterapia per il male; i tre ritornano a casa insieme, dove finalmente la madre di Zuri rivede i suoi amati capelli ricci ricrescere e stare con Stephen e la piccola Zuri, continuando a fare tutorial assieme a loro.

## Distribuzione
Il cortometraggio è uscito nelle sale cinematografiche statunitensi, e mostrato assieme ad esso anche nei cinema degli altri Paesi, dal 14 agosto 2020, assieme ad Angry Birds 2 - Nemici amici per sempre, e su Youtube circa 4 mesi dopo. Poi è stato anche associato, come "spalla", alle proiezioni di Piccole donne e Jumanji: The Next Level.

## Graphic novel
Esso è anche divenuto un graphic novel per bambini, illustrato da Vashti Harrison, stesso disegnatore di tutti i personaggi visibili nella pellicola, e pubblicato negli Stati Uniti da Dial Books a partire dal 14 maggio 2019, ancora prima della distribuzione ufficiale del cortometraggio. Il libro è poi divenuto un successo tra i bambini statunitensi secondo il New York Times.

## Riconoscimenti
- 2020 - Premio Oscar
  - Miglior cortometraggio d'animazione a Matthew A. Cherry[9]
- 2020 - Black Reel Awards[10]
  - Miglior cortometraggio a Matthew A. Cherry